# Gonzalo Montiel
Gonzalo Ariel Montiel (* 1. ledna 1997 Buenos Aires) je argentinský profesionální fotbalista, který hraje na pozici pravého obránce za anglický klub Nottingham Forest FC, kde je na hostování ze Sevilly, a za argentinskou reprezentaci, se kterou v roce 2022 vyhrál mistrovství světa. Ve finálovém utkání proti Francii proměnil vítěznou penaltu.

## Klubová kariéra

### River Plate
Montiel je odchovancem River Plate. V A-týmu klubu debutoval 30. dubna 2016 ve věku 19 let proti Vélezu Sarsfield. V základní sestavě klubu se poprvé objevil 31. října, když nastoupil na pozici středního obránce do zápasu proti Arsenalu Sarandí. V sezóně 2016/17 odehrál dohromady čtyři ligové zápasy.
V prosinci 2017 vyhrál s River Plate argentinský pohár, když nastoupil do všech utkání od osmifinále až po finále, ve kterém jeho tým porazil Atlético Tucumán. V podzimní části sezóny debutoval také v Poháru osvoboditelů; při svém debutu si na své konto připsal tři asistence při výhře 8:0 nad bolivijským Jorge Wilstermann.
V sezóně 2017/18 odehrál Montiel 35 zápasů, z toho patnáct v lize. S River Plate se mu podařilo vyhrát Pohár osvoboditelů, ve finále porazili Bocu Juniors. V téže sezóně si tým zajistil double, když v argentinském Superpoháru porazil opět Bocu Juniors.
V následující sezóně odehrál Montiel v lize 12 zápasů. Podruhé v řadě se Montiel dostal do finále Poháru osvoboditelů, kde však River Plate podlehlo Flamengu. V roce 2019 však s klubem vyhrál už podruhé argentinský pohár. Po vítězství v Copa Libertadores v minulé sezóně se River Plate zúčastnil mistrovství světa klubů, kde skončil třetí.

### Sevilla
Dne 13. srpna 2021 přestoupil Montiel do španělského klubu Sevilla FC, se kterým podepsal tříletou smlouvu. Debut v klubu si odbyl 14. září, když nastoupil na poslední dvě minuty zápasu základní skupiny Ligy mistrů proti rakouskému Salzburgu. Ve španělské nejvyšší soutěži debutoval 22. září, když se objevil v základní sestavě utkání proti Valencii. V zápase se střelecky prosadil, a pomohl tak Seville k výhře 3:1.

## Reprezentační kariéra
V březnu 2019 byl Montiel manažerem Lionelem Scalonim povolán do argentinské reprezentace pro přátelské zápasy proti Venezuele a Maroku. Montiel v národním týmu debutoval 22. března proti Venezuele.
Dne 11. června 2021 byl Montiel nominován na závěrečný turnaj Copa América 2021. Na turnaji odehrál čtyři ze sedmi zápasů včetně vítězného finále, které dohrával s krvácejícím kotníkem. Zranění mu způsobil v prvním poločase brazilský záložník Fred; utkání však Montiel dohrál a po výhře 1:0 slavil se zbytkem týmu svoji první reprezentační trofej.
V listopadu 2022 byl Montiel nominován na mistrovství světa ve fotbale 2022. 18. prosince nastoupil do druhého poločasu finálového utkání proti Francii. Zápas šel za stavu 2:2 do prodloužení, ve kterém šli Argentinci po brance Lionela Messiho do vedení, nicméně Montiel zahrál v 118. minutě rukou ve vlastním vápně a následný pokutový kop proměnil Kylian Mbappé. Následoval penaltový rozstřel, ve kterém Montiel vstřelil vítězný pokutový kop a rozhodl o vítězství Argentiny.

## Statistiky

### Klubové
K 13. listopadu 2022
| Klub        | Sezóna  | Liga             | Liga   | Liga | Pohár  | Pohár | Kontinentální poháry | Kontinentální poháry | Ostatní | Ostatní | Celkem | Celkem |
| Klub        | Sezóna  | Liga             | Zápasy | Góly | Zápasy | Góly  | Zápasy               | Góly                 | Zápasy  | Góly    | Zápasy | Góly   |
| ----------- | ------- | ---------------- | ------ | ---- | ------ | ----- | -------------------- | -------------------- | ------- | ------- | ------ | ------ |
| River Plate | 2016    | Primera División | 1      | 0    | 0      | 0     | 0                    | 0                    | 0       | 0       | 1      | 0      |
| River Plate | 2016/17 | Primera División | 4      | 0    | 5      | 0     | 3                    | 1                    | –       | –       | 12     | 1      |
| River Plate | 2017/18 | Primera División | 15     | 0    | 6      | 0     | 6                    | 0                    | 1       | 0       | 28     | 0      |
| River Plate | 2018/19 | Primera División | 12     | 0    | 5      | 0     | 13                   | 0                    | 3       | 0       | 33     | 0      |
| River Plate | 2019/20 | Primera División | 19     | 0    | 0      | 0     | 8                    | 0                    | –       | –       | 27     | 0      |
| River Plate | 2020/21 | Primera División | 9      | 0    | 1      | 0     | 10                   | 1                    | –       | –       | 20     | 1      |
| River Plate | 2021    | Primera División | 12     | 3    | 1      | 0     | 5                    | 1                    | –       | –       | 18     | 4      |
| River Plate | Celkem  | Celkem           | 72     | 3    | 18     | 0     | 45                   | 3                    | 4       | 0       | 139    | 6      |
| Sevilla     | 2021/22 | La Liga          | 18     | 1    | 4      | 0     | 6                    | 0                    | –       | –       | 28     | 1      |
| Sevilla     | 2022/23 | La Liga          | 8      | 0    | 1      | 0     | 4                    | 1                    | –       | –       | 13     | 1      |
| Sevilla     | Celkem  | Celkem           | 26     | 1    | 5      | 0     | 10                   | 1                    | –       | –       | 41     | 2      |
| Celkem      | Celkem  | Celkem           | 98     | 4    | 23     | 0     | 55                   | 4                    | 4       | 0       | 180    | 8      |

### Reprezentační
K 18. prosinci 2022
| Argentina | Argentina | Argentina |
| Rok       | Zápasy    | Góly      |
| --------- | --------- | --------- |
| 2019      | 4         | 0         |
| 2020      | 4         | 0         |
| 2021      | 5         | 0         |
| 2022      | 9         | 0         |
| Total     | 22        | 0         |

## Ocenění

### Klubová

#### River Plate
- Primera División: 2021
- Copa Argentina: 2015/16, 2016/17, 2018/19
- Supercopa Argentina: 2017, 2019
- Pohár osvoboditelů: 2018
- Recopa Sudamericana: 2016, 2019

#### Sevilla FC
- Evropská liga UEFA: 2022/23

### Reprezentační

#### Argentina
- Mistrovství světa ve fotbale: 2022[21]
- Copa América: 2021[22]
- Finalissima: 2022[23]